# Lukáš Vydra
Lukáš Vydra (* 23. srpna 1973 Praha) je bývalý český atlet, běžec, který se věnoval středním tratím. Jeho specializací byl běh na 800 metrů. 23. srpna 1998 vybojoval na této trati bronzovou medaili na evropském šampionátu v Budapešti. Dne 12. srpna 1998 zaběhl v Curychu již překonaný český rekord v běhu na 800 metrů, jehož hodnota je 1:44,84. O několik dní dříve, 5. srpna ve Stockholmu zaběhl nový český rekord v běhu na 1000 metrů (2:16,56).

## Kariéra
Jako žák zaběhl trať 800 m za 1:57,4 a jako dorostenec se zlepšil na 1:51,67. Od roku 1991 závodil za Olymp Praha a od roku 1994 za Duklu Praha. První významnější úspěch v mezinárodním měřítku zaznamenal v roce 1996 na halovém mistrovství Evropy ve Stockholmu, kde obsadil výkonem 3:46,20 čtvrté místo v běhu na 1500 metrů.
V letech 1997, 1998, a 2001 získal titul mistra České republiky na trati 800 m. Mistrem České republiky se stal i v letech 1995 a 1996,v jiné disciplíně, v běhu na 1500m. Na halovém světovém šampionátu v japonském Maebaši v roce 1999 obsadil ve třetím semifinálovém kole 4. místo a do finále běhu na 800 nepostoupil. To samé zopakoval na halovém evropském mistrovství 1998 ve španělské Valencii v roce 1998 , kde o 0,01 setiny sekundy nepostoupil do finále. V semifinále skončil i na halovém mistrovství světa v japonském Maebashi v zimní sezoně 1999. V Lisabonu na světovém halovém šampionátu v roce 2001 už neprošel kvalifikací, a skončil v rozběhu na 3. místě v čase vysoko nad 1:50. (1:50,99).
Osobní rekord v běhu na 800 m (pod širým nebem) si vytvořil v roce 1998, v následujících sezonách v důsledku vleklých zdravotních komplikací jeho výkonnost stagnovala, a na výkonnost z let-1996,1997 a 1998 se mu již nepodařilo navázat.

### Výkonností vývoj
|      |         |           | Datum      |
| ---- | ------- | --------- | ---------- |
| 1997 | 1:45,51 | Sopoty    | 14.06.1997 |
| 1998 | 1:44.84 | Curych    | 12.08.1998 |
| 1999 | 1:46,41 | Milano    | 09.06.1999 |
| 2000 | 1:46.87 | Lisabon   | 05.08.2000 |
| 2002 | 1:47.47 | Luxemburg | 26.05.2002 |
| 2003 | 1:49,47 | Canberra  | 01.03.2003 |